# Wahl des Rats der Region Brüssel-Hauptstadt 1995
- PS: 17
- Ecolo: 7
- PRL-FDF: 28
- PSC: 7
- FN: 6
- SP: 2
- VLD: 2
- CVP: 3
- VU: 1
- VB: 2

Die Wahl des Rats der Region Brüssel-Hauptstadt 1995 fand am 21. Mai 1995, zeitgleich mit der Europawahl, statt. Gewählt wurden die Mitglieder der Legislative der Region Brüssel-Hauptstadt, eine der drei Regionen Belgiens, für die Legislaturperiode 1995–1999.
Die Parteien waren aufgeteilt in französischsprachige und flämischsprachige Parteien. Es kandidierten 17 französischsprachige und 6 flämischsprachige Listen
| französischsprachige Listen | französischsprachige Listen                                              |
| Kürzel                      | Liste                                                                    |
| --------------------------- | ------------------------------------------------------------------------ |
| A.R.                        | Alliance radicale                                                        |
| BANAAN                      | Beter Alternatieven Nastreven Als Apathisch Nietsdoen                    |
| Ecolo                       | Ecolo                                                                    |
| FN                          | Front national                                                           |
| GU                          | Gauche unie                                                              |
| LETD                        |                                                                          |
| PCN                         | Parti Communautaire National-Européen                                    |
| PFH/PFU                     | Parti féministe humaniste/Parti féministe unifié                         |
| PRL-FDF                     | Parti Réformateur Libéral-Front démocratique des Bruxellois francophones |
| PLN                         |                                                                          |
| PLUS                        |                                                                          |
| PS                          | Parti socialiste                                                         |
| PSC                         | Parti Social Chrétien                                                    |
| PTB-UA                      | Parti du Travail de Belgique-Unité anticapitaliste                       |
| RALBOL                      |                                                                          |
| RLB                         | Rassemblement pour la liberté des Belges                                 |
| UNIE                        | Unitariste et Centriste                                                  |
| flämischsprachige Listen    |                                                                          |
| Kürzel                      | Liste                                                                    |
| Agalev                      | Anders gaan leven                                                        |
| CVP                         | Christelijke Volkspartij                                                 |
| SP                          | Socialitische Partij                                                     |
| VBl                         | Vlaams Blok                                                              |
| VLD                         | Vlaamse Liberalen en Democraten                                          |
| VU                          | Volksunie                                                                |

## Ergebnisse
| Wahlberechtigte             | 537.394 |         |           |
| abgegebene Stimmen          | 445.028 | 82,81 % |           |
| gültige Stimmen             | 412.977 | 92,80 % |           |
| französischsprachige Listen |         |         |           |
| Liste                       | Stimmen | Anteil  | ± zu 1989 |
| PRL-FDF                     | 144.478 | 34,98 % | +1,32 %   |
| PS                          | 88.370  | 21,40 % | −0,55 %   |
| PSC                         | 38.244  | 09,26 % | −2,59 %   |
| Ecolo                       | 37.308  | 09,03 % | −1,21 %   |
| FN                          | 30.803  | 07,46 % | +4,18 %   |
| RALBOL                      | 3.976   | 00,96 % | +0,96 %   |
| sonstige                    | 13.052  | 00,16 % | −3,57 %   |
| Summe                       | 356.231 | 86,26 % | + 1,55 %  |
| flämischsprachige Listen    |         |         |           |
| Liste                       | Stimmen | Anteil  | ± zu 1989 |
| CVP                         | 13.586  | 03,29 % | −0,94 %   |
| VBl                         | 12.507  | 03,03 % | +0,97 %   |
| VLD                         | 11.034  | 02,67 % | −0,10 %   |
| SP                          | 9.987   | 02,42 % | −0,25 %   |
| VU                          | 5.726   | 01,39 % | −0,68 %   |
| Agalev                      | 3.906   | 00,95 % | −0,15 %   |
| sonstige                    | 0       | 00,00 % | −0,40 %   |
| Summe                       | 56.746  | 13,74 % | −1,55 %   |

## Sitzverteilung
Die Verteilung der 75 Sitze auf die Sprachgruppen erfolgte proportional zur Anzahl der abgegebenen Stimmen für die Parteien der Sprachgruppen. Somit erhielten die französischsprachigen Listen 65 und die flämischsprachigen Listen 10 Sitze. Gegenüber der Wahl 1989 erhielten die französischsprachigen Listen einen zusätzlichen Sitz. Innerhalb der Sprachgruppen wurden die Sitze nach dem D’Hondt-Verfahren vergeben.
| französischsprachige Listen | französischsprachige Listen | französischsprachige Listen |
| Liste                       | Sitze                       | ± zu 1989                   |
| --------------------------- | --------------------------- | --------------------------- |
| PRL-FDF PRL FDF             | 28 15 13                    | +1 ±0 +1                    |
| PS                          | 17                          | −1                          |
| PSC                         | 07                          | −2                          |
| Ecolo                       | 07                          | −1                          |
| FN                          | 06                          | +4                          |
| Summe                       | 65                          | +1                          |
| flämischsprachige Listen    |                             |                             |
| Liste                       | Sitze                       | ± zu 1989                   |
| CVP                         | 03                          | −1                          |
| VBl                         | 02                          | +1                          |
| VLD                         | 02                          | ±0                          |
| SP                          | 02                          | ±0                          |
| VU                          | 01                          | ±0                          |
| Agalev                      | 0                           | −1                          |
| Summe                       | 10                          | −1                          |